# میدوی، شهرستان مریکوپا، آریزونا
میدوی (به انگلیسی: Midway) یک منطقهٔ مسکونی در ایالات متحده آمریکا است که در آریزونا واقع شده‌است. میدوی ۳۵۲ متر بالاتر از سطح دریا واقع شده‌است.